# Melanozosteria komodensis
Melanozosteria komodensis är en kackerlacksart som beskrevs av Bei-Bienko 1965. Melanozosteria komodensis ingår i släktet Melanozosteria och familjen storkackerlackor. Inga underarter finns listade i Catalogue of Life.